# Дамблтон, Лайонел Джек
Лайонел Джек Дамблтон (1905 — 25 сентября 1976) — новозеландский энтомолог. Родился в небольшом городке Хэмпден. Был основателем Новозеландского энтомологического общества. Одним из его наиболее значимых открытий стало обнаружение рода примитивных ручейникоподобных молей, который он описал как Agathiphaga (Dumbleton, 1952) и который затем был повышен до подотряда Aglossata, члены которого признаны вторыми по примитивности из ныне существующих молей.
В 1998 году в честь учёного был назван род тонкопрядов Dumbletonius. В Окленде HortResearch владеет зданием, названным также в его честь.